# 伊凡·巴薩拉茨
伊凡·巴萨拉茨（1946年8月25日—2007年6月6日），克罗地亚陆军上将、克罗地亚武装部队总参谋长助理，曾参加克罗地亚独立战争。1998年根据总统弗拉尼奥·图季曼的决定于9月30日退休。2007年因心脏病在医院逝世。